# Mike Christian
Mike Christian (* 5. Dezember 1955 in Cleveland, Ohio) ist ein US-amerikanischer Profi-Bodybuilder der IFBB.

## Biografie
Die Familie verließ nach seiner Geburt Los Angeles und zog nach Oregon. Sein Vater überzeugte den 13-Jährigen die Bühne zu betreten. Mike überwand seine Scheu, gewann einen ersten Wettbewerb und wurde 1976 zum Mr. Portland gewählt. Er gab sich den Beinamen „The Iron Warrior“. Dieser Spitzname war Tribut an seine frühere Zeit in Street Gangs, gleichzeitig wurde der Begriff als Markenzeichen für die Wettbewerbe genutzt.
1979 sicherte sich Christian in Bodybuildingwettbewerb den 3. Platz, ebenso den 3. Platz der AAU Junior Mr. America. 1981 zogen er und seine Freundin Marla nach Los Angeles, nach Santa Monica, Kalifornien. 1982 wechselte er zu NPC Wettbewerben und wurde Fünfter im Schwergewicht bei den NPC Nationals. Christians Aufstieg für die Pro Division kam mit einem Schwergewichts-Sieg 1984 bei der World Amateur Bodybuilding Championships. Sieben Monate später trat er erstmals beim Profi-Event The Night of Champions an und landete auf Platz vier. Christian errang in der IFBB fünf Siege in 22 Wettbewerben. Im Jahr 2005 wurde Mike in die IFBB Hall of Fame aufgenommen.

## Unternehmer
Im Jahr 1988 brachte Christian seine Modelinie Platinum speziell für Fitness und Bodybuilding auf den Markt. Nach dem Erfolg in den USA half ihm sein deutscher Freund Dieter Kessler, diese Modelinie nach Deutschland und Europa zu bringen. Gemeinsam präsentierten sie die Kult-Hose u. a. auf der FIBO, wo Christian auch den Grand Prix Deutschland - IFBB gewann.

## Titel
| 1979 - Junior Mr America - AAU, Tall, 3rd - Mr Pacific Coast - AAU, 3rd - Mr USA - AAU, Tall, 4th 1980 - Junior Mr America - AAU, HeavyWeight, 4th 1981 - Mr California - AAU, HeavyWeight, 1st 1982 - Gold’s Classic - NPC, HeavyWeight, 3rd - Nationals - NPC, HeavyWeight, 5th - USA Championships - NPC, HeavyWeight, 4th 1983 - California Championships - NPC, HeavyWeight, 1st - California Championships - NPC, Overall Winner - Nationals - NPC, HeavyWeight, 3rd | 1984 - Nationals - NPC, HeavyWeight, 1st - Nationals - NPC, Overall Winner - World Amateur Championships - IFBB, HeavyWeight, 1st 1985 - Night of Champions - IFBB, 4th - Olympia - IFBB, 5th 1986 - Los Angeles Pro Championships - IFBB, 2nd - Olympia - IFBB, 3rd - World Pro Championships - IFBB, 2nd 1987 - Grand Prix France - IFBB, 5th - Grand Prix Germany (2) - IFBB, 4th - Grand Prix Germany - IFBB, 3rd - Olympia - IFBB, 4th | 1988 - Grand Prix US Pro - IFBB, Winner - World Pro Championships - IFBB, Winner 1989 - Grand Prix England - IFBB, 4th - Grand Prix Finland - IFBB, 5th - Grand Prix France - IFBB, 2nd - Grand Prix Germany - IFBB, Winner - Grand Prix Holland - IFBB, 6th - Grand Prix Spain (2) - IFBB, Winner - Grand Prix Spain - IFBB, Winner - Grand Prix Sweden - IFBB, 2nd - Olympia - IFBB, 6th 1990 - Arnold Classic - IFBB, 2nd - Olympia - IFBB, 4th 1991 - WBF Grand Prix - WBF, 2nd |